# عبد الباسط زخنيني
عبد الباسط زخنيني (من مواليد 1978 في مدينة بركان بالمغرب) هو كاتب وروائي مغربي. صدرت له مجموعة من الأعمال الروائية، منها على الخصوص «نعمة الأشقياء» و «روح شردتها الرياح» و«القمر الأخير» و«موسم سقوط الأوراق الميتة».

## مسيرته
وُلد زخنيني بمدينة بركان شرق المغرب سنة 1978. حصل على الإجازة في اللغة الفرنسية وآدابها، ويعمل أستاذا للتعليم الابتدائي.
دخل عبد الباسط حقل السرد بداية عبر بالشعر، ثم انتقل بعدها إلى الرواية. ورغم أن تكوينه كان بالفرنسية، إلاّ أنّه اختار أن يكتب بالعربية.
وتعتبر الانطلاقة الحقيقية له في الرواية مع «روح شردتها الرياح» سنة 2007، والتي حصلت على جائزة القناة الثانية الأولى للإبداع الأدبي.

## الجوائز
فازت روايته «الأبيض والأسود» بالجائزة الثانية في مسابقة «جائزة توفيق بكار للرواية» بتونس لسنة 2018.

كما فازت روايته «الغراب» بالمركز الأول خلال الدورة العاشرة من جائزة الطيب صالح العالمية للإبداع الكتابي،

## قائمة أعماله
روايات
- 2007: روح شرّدتها الرياح
- 2007: نعمة الأشقياء
- 2014: موسم سقوط الأوراق الميتة[3]
- 2017: القمر الأخير
- 2019: الأبيض والأسود[4]
- 2020: الغراب